# Nantissement (droit français)
Ne doit pas être confondu avec Gage (droit français).
Le nantissement est une garantie, une sûreté réelle mobilière portant sur un bien incorporel (des parts sociales, un fonds de commerce par exemple). Il s'agit donc d'une garantie pour le créancier qui obtient un droit sur un bien de son débiteur.
En droit français, le nantissement est défini depuis l'ordonnance du 23 mars 2006 comme un contrat par lequel un débiteur remet un bien meuble incorporel à son créancier pour garantir sa dette. Le droit commun du nantissement est régi aux articles 2355 et suivants du code civil français.
Le nantissement concerne les biens incorporels et se distingue donc du gage qui frappe des biens meubles corporels. Gage et nantissement peuvent être avec ou sans dépossession. Le nantissement peut être convenu entre un créancier et un débiteur (nantissement conventionnel) mais aussi résulter d'une décision de justice (nantissement judiciaire).
Dans le cinéma, il est courant de garantir un prêt à un distributeur par le nantissement d'une part ou de la totalité de son catalogue en garantie. Les nantissements sur ce type d'actifs sont répertoriés par le CNC.

## Nantissement conventionnel

### Conditions de fond
Tout propriétaire capable d'aliéner peut donner son fonds en nantissement, mais le nantissement ne comprend pas tous les éléments du fonds (droit au bail, enseigne…). Le bien donné en garantie est nécessairement un bien meuble incorporel, comme une part sociale, une part de société civile, un fonds de commerce ou un fonds artisanal par exemple.
Lorsqu'il s'agit d'un fonds artisanal ou d'un fonds de commerce, le nantissement ne peut jamais porter sur les marchandises, ni sur les créances liées au fonds. En revanche, il peut toucher les autres éléments rattachés au fonds (enseigne, nom professionnel, droit au bail, clientèle, mobilier, outillage et matériel professionnel). À défaut de disposition expresse, le nantissement ne porte que sur les éléments incorporels principaux (bail commercial) et il faut donc une clause expresse du contrat pour qu'il concerne le matériel et les droits de propriété industrielle. Quand le commerçant est propriétaire de l'immeuble dans lequel il exploite le fonds, le matériel est immeuble par destination et n'est jamais soumis au nantissement sur le fonds mais il peut faire l'objet d'une hypothèque inscrite sur l'immeuble.

### Conditions de forme
- Sous acte écrit et enregistré. Ceci est exigé à peine de nullité. Mais, à la différence de l'acte constitutif d'hypothèque immobilière, il peut être sous seing privé. L'enregistrement ne supporte qu'un droit fixe. Il peut être constaté par acte authentique. Mais il n'est valable que s'il est signé des deux parties. La seule signature du constituant du nantissement ne suffit pas à le rendre valable, si elle n'est pas accompagnée de la signature du bénéficiaire.

- Sous dépôt au greffe du tribunal de commerce. Elle doit intervenir dans la quinzaine de jours de l'acte, sous peine d'inopposabilité, afin que les autres créanciers du commerçant soient avertis du nantissement (inscription par le greffier sur un registre spécial). Le créancier a intérêt d'ailleurs, à prendre inscription immédiatement. Si dans le délai de 15 jours le débiteur était déclaré en procédure collective (redressement judiciaire, ou en liquidation judiciaire par exemple), il ne pourrait plus prendre inscription. Il en est de même si le débiteur vend son fonds ou décède et que sa succession soit acceptée sous bénéfice d'inventaire. Ces événements interrompent le délai de 15 jours.

L'inscription est valable 10 ans. Le créancier doit procéder au renouvellement de l'inscription si le débiteur ne l'a pas remboursé à l'expiration de ce délai. L'inscription garantit 2 ans d'intérêts. Elle ne peut être rayée que sur présentation d'un acte authentique de consentement du créancier ou d'un jugement. Tout intéressé peut se faire délivrer par le greffe, un extrait des inscriptions sur le fond, ou un certification de non-inscription. Le nantissement ne porte sur les droits de propriété industrielle que si des inscriptions spéciales ont été prises sur des registres tenus par l'Institut national de la propriété industrielle. Le nantissement n'a pas à être signifié au bailleur. À la différence du privilège de vendeur, le nantissement porte individuellement sur les éléments incorporels, et s'il en a été fait mention spéciale à l'acte, sur le matériel.

### Effets
Le commerçant qui a donné son fonds en nantissement, en conserve l'administration et la disposition. Il doit maintenir le fonds en activité et s'abstenir de tout acte de nature à en diminuer la valeur. Le créancier nanti a un droit de préférence et un droit de suite.
En vertu du droit de préférence, le créancier nanti lorsque le débiteur ne le rembourse pas à l'échéance, peut faire vendre le bien nanti aux enchères et se payer sur le prix, par préférence aux autres créanciers chirographaires. Le créancier nanti passe malgré tout après les créances salariales, les créances fiscales ainsi que d'autres créanciers privilégiés.
Le droit de suite permet au créancier, d'exercer son droit, même entre les mains de celui qui a acquis le bien du débiteur. En pratique, celui qui achète un bien grevé d'inscriptions (c'est-à-dire un bien sur lequel il existe déjà un nantissement ou une autre sûreté) peut libérer ce fonds des inscriptions selon la procédure dite de purge en offrant de payer les créanciers inscrits. Ces créanciers ont le droit de faire la surenchère du sixième sur le prix des éléments incorporels du fonds, et de provoquer la mise aux enchères publiques du fonds, s'ils estiment que le prix offert est inférieur à la valeur réelle du fonds. Le sixième est calculé sur le prix des éléments incorporels.

### Réalisation du nantissement
Le nantissement est sans dépossession, c'est-à-dire que le débiteur conserve la possession et l'usage du bien nanti.
Avant la réforme de 2006 en France, il n’y avait pas de disposition spécifique et le créancier pouvait faire valoir son nantissement soit en demandant la vente forcée du bien, soit son attribution judiciaire. Depuis la réforme, il y a des solutions spécifiques. Tout dépend de la date du terme suspendant l'exigibilité :
- si la créance nantie est échue :
  - si la créance garantie est échue, les sommes de la créance nantie s’imputent sur la créance garantie,
  - si la créance garantie n’est pas échue, le créancier nanti conserve les sommes à charge de restitution si l’obligation de garantie est exécutée,
  - si le débiteur est défaillant, le créancier met en demeure le débiteur en vue d'une régularisation .Si rien n'est fait sous huit jours ouvrables, le créancier impute les sommes due sur la créance garantie ;
- si la créance nantie n’est pas échue :
  - faculté de demander l’attribution judiciaire ou possibilité d’avoir un pacte commissoire,
  - attendre l’échéance de la créance nantie.

## Nantissement judiciaire
Le créancier qui justifie d'une créance impayée et qui estime que son recouvrement est incertain peut faire inscrire un nantissement judiciaire sur un fonds de commerce ou sur des parts sociales de son débiteur, sans demander l'accord de celui-ci. On parle alors de nantissement judiciaire.

### Conditions
Il faut distinguer deux cas : 
- lorsque le créancier dispose d'un titre exécutoire, soit d'une décision de justice non exécutoire, soit de la preuve du défaut de paiement d'une lettre de change acceptée, d'un billet à ordre, d'un chèque ou d'un loyer (constaté par un bail), il n'a pas besoin d'autorisation préalable ;
- dans les autres cas, le créancier doit obtenir une autorisation judiciaire en saisissant un juge qui lui accorde, ou non, le droit de procéder au nantissement.

### Modalité et effets
Le nantissement judiciaire se fait en plusieurs étapes : tout d'abord, le nantissement est inscrit à titre provisoire (voir Mesure conservatoire) ; ensuite, le nantissement provisoire est signifié au débiteur ; enfin, une inscription définitive peut être prise dans certains délais et sous certaines conditions
L'inscription provisoire a une durée de validité de trois ans, mais elle peut être renouvelée  tant qu'il n'a pas procédé à l'inscription définitive. L'inscription judiciaire définitive est quant à elle valable 10 ans lorsqu'elle concerne le nantissement d'un fonds de commerce, et sans durée de validité limitée lorsqu'elle touche des parts de société.